# Carlos Budnevich
Carlos Cristián Budnevich Le-Fort (5 de enero de 1963) es un economista, académico, investigador y consultor chileno, ex superintendente de Bancos e Instituciones Financieras del Gobierno del presidente Sebastián Piñera.

## Primeros años de vida
Se formó en la Alianza Francesa de la capital. Luego estudió ingeniería comercial en la Universidad de Chile y, posteriormente, viajó a los Estados Unidos, donde obtuvo un Master of Arts y un doctorado en economía en la Universidad de Pensilvania.

## Vida pública
Se desempeñó en el Departamento de Estudios de la Superintendencia de Bancos e Instituciones Financieras (Sbif); Cieplan y en el Banco Central de su país, entidad de la cual llegó a ser gerente de análisis financiero, unidad encargada de asesorar al Consejo del ente en materias relacionadas con la interacción existente entre la macroeconomía y el mercado de capitales. También evaluaba periódicamente el sistema financiero y colaboraba en la proposición de políticas financieras para el desarrollo del mercado de capitales y el sistema bancario.
Tras participar activamente en la conformación del programa de Gobierno de Piñera, fue nominado por este para ocupar la Sbif, cargo que asumió oficialmente el 15 de marzo de 2010.
En esta responsabilidad protagonizó numerosas polémicas, destacándose la desatada tras la publicación de un instructivo (después reformulado) sobre la llamadas 'ventas atadas' de los bancos y la derivada del rol -pasivo, según sus críticos- jugado en el escándalo verificado en Empresas La Polar por la repactación unilateral de créditos a cientos de miles de clientes.
Presentó su renuncia a fines de 2011.
Socio de la consultora Budnevich y Asociados, ha sido académico de la Universidad de los Andes y Finis Terrae.

## Nota
1. ↑  Siendo un veinteañero fue reclutado por el superintendente de la época, Guillermo Ramírez Vilardell.